# IV. Pál pápa
IV. Pál (eredeti nevén: Giovanni Pietro Carafa; Capriglia Irpina, 1476. június 28. – Róma, 1559. augusztus 18.) a 223. római pápa 1555-től haláláig.
A rövid pontifikátus után elhunyt II. Marcell pápa után került az egyház legfőbb hivatalába akkor, amikor a közvélemény és az egyház egésze egy rendkívül dinamikus és igazságos reformérzetű egyházfőt temetett el. A reményteljes várakozások időszaka volt ez a klérus számára, amelynek újjáélesztése Pál feladata lett volna. A kiváló előélettel büszkélkedő nápolyi származású egyházfő túlzott erőszakkal igyekezett visszaállítani az egyház egykori hatalmát és fegyelmét. A III. Pál pápa idején megkezdett reformok romba dőltek, ugyanis ő ezeket olyan kegyetlen úton akarta folytatni, hogy azzal éppen az ellenkezőjét érte el. Az európai nagyhatalmakkal kapcsolatos politikája általában rövidlátó és gyakran önkényes volt. Háborút robbantott ki a Habsburgok ellen, dacos viselkedésével a katolikus egyház újra elveszítette Angliát.
Nem vett tudomást az eltelt évszázadokról és a változásokról; az inkvizíció felújításával  és könyörtelen rémuralommal igyekezett reformokat és katolikus hitet verni Itáliába és egész Európába.
A zsidókat megkülönböztető jelvény viselésére kényszerítette és 1555-ben létrehozta a római gettót.
Népszerűtlensége olyan nagyra növekedett pontifikátusának végére, hogy halála után Rómában zavargások törtek ki, és titokban kellett örök nyugalomra helyezni.

## Önmegtartóztató karrier
Eredetileg Giovanni Pietro Carafa vagy Giampietro Caraffa néven látta meg a napvilágot 1476. június 28-án a Benevento közelében fekvő Capriglia Irpina városában. Családja egyike volt a legrégebbi és leghatalmasabb nápolyi nemeseknek, így neveltetése a legkiválóbb kezekbe került. Ezek a kezek hamar befolyásos nagybátyjához, Oliviero Carafa bíboroshoz vezettek, aki személyes nevelője és tanára lett az ifjú Giampietronak. A reneszánsz pápák idejében nagy befolyást elnyert Carafa bíboros valósággal átitatta az ifjú Giovanni lelkét a tiszta katolicizmus és később a reformok eszméjével. Ennek köszönhetően Giampietro tökéletesen tiszta és megtartóztató életet élt, erkölcseiben egy apró folt sem esett. Szinte rajongott az aszketikus életformáért, és így szinte magától értetődő volt, hogy egyházi pályára lép.
Nagybátyja 1494-ben vitte fel Rómába, majd lassan bevezette a pápai kúria életébe. A bíboros nemsokára lemondott unokaöccse javára Chieti püspöki székéről. Az immár jelentős rangot kapó ifjú hamarosan megkapta élete első pápai küldetését is. X. Leó pápa követségének tagjaként Angliába küldte, majd néhány évre Spanyolország nunciusává nevezte ki Giampietrot. A spanyol honban eltöltött évek alaposan átformálták a későbbi egyházfő politikai szemléletét, amelyhez később is makacsul ragaszkodott. A Habsburg-család spanyol ágával több ízben sem értett egyet, és a vita oda vezetett, hogy Giampietro a német család esküdt ellenségévé vált.
Miután visszatért az örök városba újra az önsanyargató élet felé fordult, és belépett a domonkosok majd a kamalduliak szerzetesrendjébe. 1524-ben úgy döntött, hogy lemond minden egyházi méltóságáról és vagyonáról, és új rendet alapít Rómában. A szokatlan kérést VII. Kelemen pápa csak hosszú rábeszélés után fogadta el, és a megalapított theatinus rendet is megerősítette az egyház támogatásáról. Az új szerzetesrendet Giampietro Thienei Szent Kajetán támogatásával alapította meg, és a rend legfőbb célja az volt, hogy önmegtartóztató életükkel példát mutassanak és a reformáció ellen küzdjenek. A rend neve egyébként Giampietro püspökségének, Chietinek a latin nevéből ered, a Theate névből. A rend az 1527-es római felfordulást nagyon nagy veszteségekkel tudta átvészelni. A romokba dőlt örök városból a fosztogatások elültével Giampietro és szerzetestársai Velencébe menekültek.
III. Pál trónra emelkedése és reformpártolása újra felébresztette Giampietro érdeklődését a világi egyház ügyei iránt. Az új egyházfő pedig tisztában volt azzal, hogy egyrészt szüksége van támogatókra, másrészt pedig ismerte Giampietro kiváló neveltetését, ezért 1535-ben újra Rómába hívták. Carafa pedig az egész rendjével együtt újra az örök városba költözött. A pápa által kezdeményezett reform-konzisztórium egyik tagja lett, és 1536. december 22-én a San Pancrazio-templom címzetes bíborosává szentelték fel. Ugyanabban az évben megkapta a Nápolyi főegyházmegye érseki címet is, amelyet azonban V. Károly német-római császár nem akart elismerni. 

Carafa bíboros vitathatatlanul a szent kollégium egyik legműveltebb és legnagyobb tudású alakja volt, hiszen tökéletesen beszélt görögül és héberül is, mindennek ellenére egyházi kérdésekben még mindig a sötét középkorban járt. Kedvenc szerzője Aquinói Szent Tamás volt, és a skolasztika eszméjét igyekezett újra megszilárdítani a kúrián belül. Ez a tulajdonsága sokat elárul a későbbi egyházfő dogmatikai hozzáállásáról.

## A terror pontifikátusa

### Csak azért is konklávé
II. Marcell váratlan halála szinte sokkolta a rómaiakat és a bíborosokat is. A néhai egyházfő reménykeltő megnyilatkozásai után az összeülő konklávé méltó utódot akart választani Marcell helyére. Olyan embert akartak találni, aki a reformok végrehajtásában legalább annyira hajthatatlan és erős kezű, mint a váratlanul elhunyt egyházfő. Talán ezzel magyarázható az, hogy a bíborosi kollégium 1555. május 23-án Giampietro Carafát választotta meg Szent Péter trónusára. Merev, szigorú és makacs természete, ismeretesen túlzó hazaszeretete és éltes kora mind a választás elleni érvként merülhettek volna fel a konklávén. Noha a kollégium döntése egyértelmű volt, Giampietro először nem akarta elvállalni a megtisztelő posztot, mondván: „Emberi lény még sohasem nyerte el jóindulatomat”. Döntése csak akkor változott meg, amikor fülébe jutott, hogy V. Károly mélyen elítéli megválasztását. Tehát igazából csak azért vállalta el a megtisztelő hivatalt, hogy borsot törjön a gyűlölt Habsburgok orra alá. Három nap múltán IV. Pál néven pápává koronázták.

### Átgondolatlan külpolitika

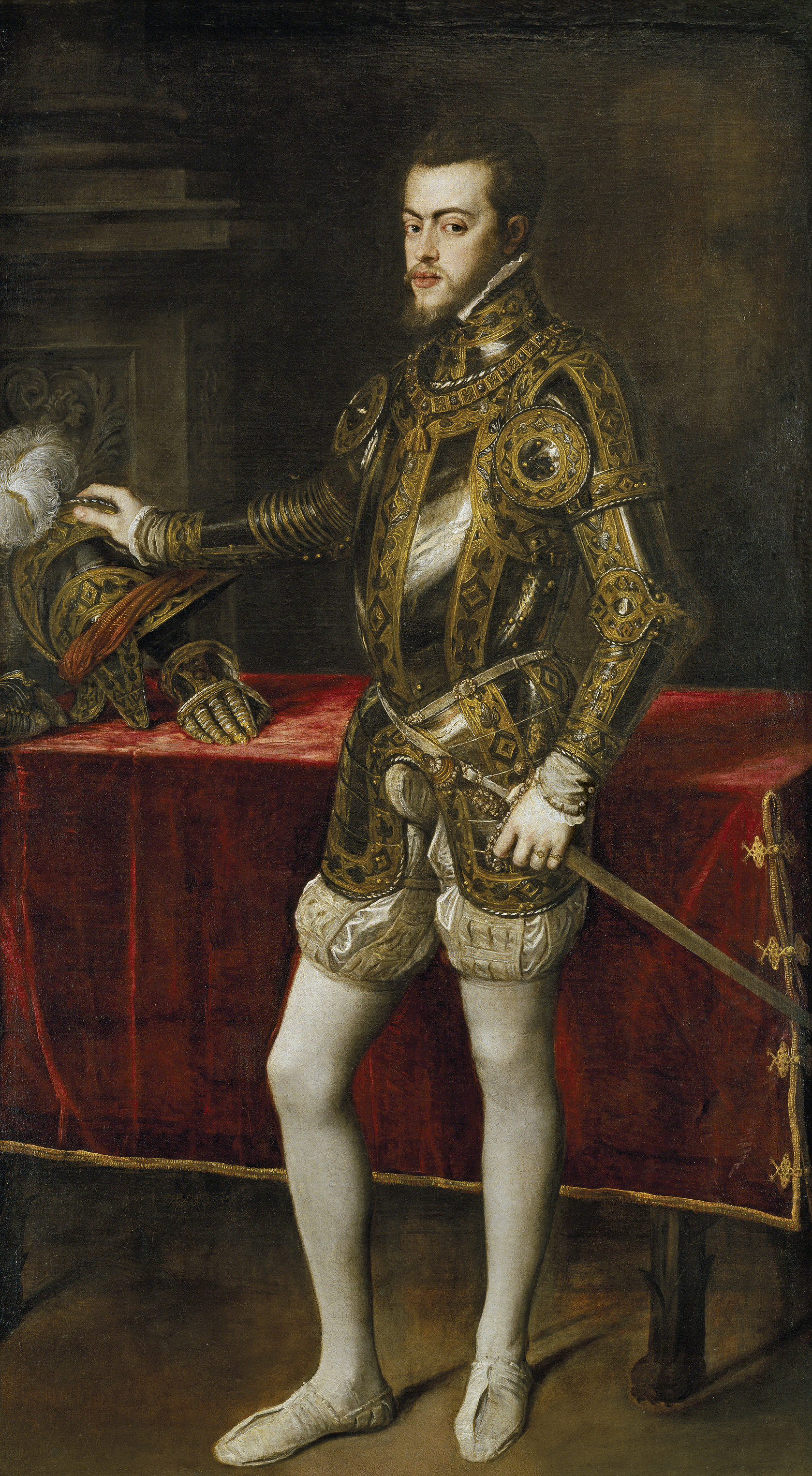
II. Fülöp spanyol király portréja

Pál trónra lépése után a pápai kúria tulajdonképpen felvette legújabb urának tulajdonságait, és sok esetben diplomáciai ámokfutásba kezdett. Az átgondolatlan politika középpontjában az egyházfő végtelen nacionalizmusa állt. Makacsul ragaszkodott ahhoz, hogy Itália szabadságának legnagyobb gátját V. Károly hatalmas birodalma alkotja. A nápolyi spanyol befolyás miatt ez érthető hozzáállás is volt pontifikátusának kezdetén. A pápa ennek megfelelően szövetséget kötött Franciaországgal, ahol az erősödő központi hatalom talán még nagyobb veszélyt jelentett Rómára nézve, mint a szétforgácsolódott Németország, vagy a gyarmataira összpontosító Spanyolország. Pál úgy vélte, hogy Itália olyan, mint egy líra, amelynek négy húrja van: Róma, Nápoly, Firenze és Velence. Ezen húrokat tartotta az itáliai szabadság zálogainak, és úgy vélte, hogy a német-spanyol harapófogóba került városokat mindenképpen meg kell védenie.

De a Habsburgoktól való fanatikus elzárkózás két alapvető problémát is jelentett a kúriának. Egyrészt a protestánsok elleni harcok így tulajdonképpen lehetetlenné váltak. Másrészt sokkal fontosabb volt, hogy 1556-ban V. Károly lemondott, és a hatalmas birodalom öröklődésébe a kapcsolatok megszakadása miatt az egyházfőnek semmilyen beleszólása nem volt. Pedig a Szent Német-római Birodalomban bevett szokás volt, hogy a pápa is részt vesz a trónörökös kiválasztásában. Így Pál beleegyezése nélkül kettévált a Habsburg korona. Spanyolországban II. Fülöp kerület a trónra, míg a német, magyar és cseh trónt I. Ferdinánd foglalhatta el. Pál Ferdinándot nem ismerte el uralkodónak, Fülöp ellen pedig háborút robbantott ki.
A spanyolok ellen indított háború családi vállalkozásnak is tekinthető, hiszen a pápa trónra lépése után kimerítette a nepotizmus fogalmát. Éles ellentétben reformeszméivel már 1555-ben bíboros-neposává nevezte ki egyik unokaöccsét, Carlo Carafát. Carlo vált a pápa legfőbb tanácsadójává, és a háttérből ő mozgatta a francia szövetség és a spanyol háború szálait. 1556-ban Carlo testvérét, Giovanni Carafát a pápai seregek főparancsnokává tette, és Paliano hercegévé nevezte ki. Antonio (1517–1588) nevű unokaöccsét pedig a pápai testőrség parancsnokává tette, és Montebello márkijának nevezte ki. A bőkezű adományok a spanyolpárti nemesektől elkobozott birtokokon alapultak. A Dél-Itáliában jelentős területeket birtokló spanyolok ellen a pápa 1556 végén háborút indított. A véres harcok 1559-ben Pál teljes vereségéhez vezettek, aminek egyetlen következménye az volt, hogy a pápa száműzte unokaöccseit, akiket személyesen felelőssé tett a vereségért.
Pál külpolitikájának másik botrányos kudarca Angliához köthető. III. Gyula pontifikátusa alatt a pápai primátus alól kiesett anglikán egyház I. Máriának és Reginald Pole bíborosnak köszönhetően újra visszatért a katolikus egyházhoz. De Pálnak nem volt elég az angol parlament nyilatkozata, amelyben garantálták az Act of Supremacy visszavonását. A pápa követelte, hogy az elkobzott egyházi birtokokért fizessenek kártérítést a Szentszéknek. A pápa Pole bíborost visszahívta Angliából, és árulás vádjával az inkvizíció elé állította. A rugalmatlan és merev pápai politika végül támogatók nélkül maradt Angliában Pole és I. Mária halála után. A trónt elfoglaló I. Erzsébet pedig nem hezitált ellent mondani az egyházfőnek. Pál kijelentette, hogy Erzsébet trónra lépését nem ismeri el, ugyanis az egyház szemében törvénytelen gyermek. A középkori pápák királyletévő szavához még mindig erősen ragaszkodó Pál elavult módszere csak azt érte el, hogy Erzsébet visszaállította az anglikán egyházat, és a pápa újra elveszítette Angliát.

### Rideg reformok
IV. Pál az a fajta egyházfő volt, aki szilárdan hitt az extra ecclesiam nulla salus elvében, vagyis abban, hogy az egyházon kívül nem létezik üdvösség. Ez az alapelv határozta meg a pápa minden reformgondolatát és minden egyházi intézkedését. Pálra gyakran úgy utalnak az egyháztörténészek, mint a római inkvizíció atyjára. Már bíborosként is sokat tevékenykedett a Szent Offícium kiteljesedéséért és hatékony működéséért, de egyházfőként igazi rendszerré bővítette az inkvizíciót, amelynek veszedelmes hálózatát igazi terror-szervként használta. Az inkvizíció nem kímélt senkit, gyakran még bíborosokat is bebörtönöztek vagy halálra ítéltek. 

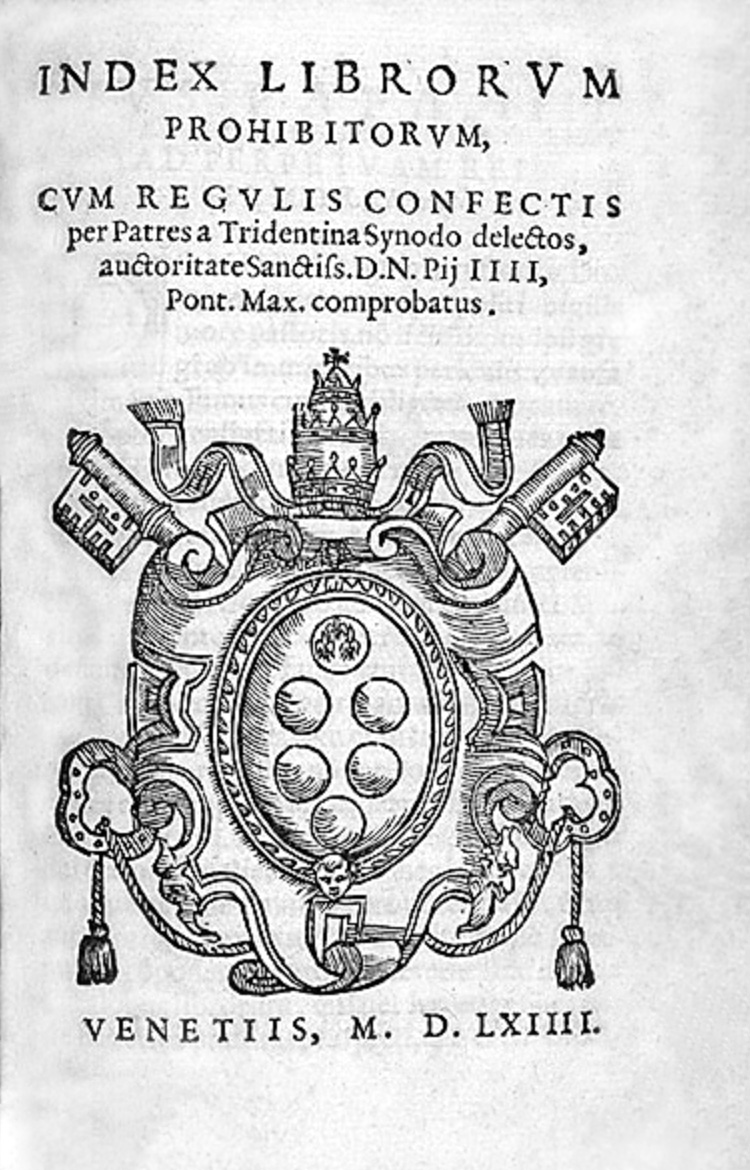
Az Index Librorum Prohibitorum bulla első lapja

Pál kíméletlen rendszerének legnagyobb vesztesei egyértelműen a nem katolikusok voltak. Protestánsokat egyáltalán nem tűrt meg Itáliában a pápa, és tulajdonképpen ennek esett áldozatul a befolyásos Morone bíboros is, aki Németországból hazatérve megpróbált kidolgozni olyan vallási tételeket, amelyek mind a katolikusoknak, mind a protestánsoknak elfogadhatók. De Pál eretnekséggel vádolta meg, és börtönbe vetette.
IV. Pál nevéhez sokkal súlyosabb események is kötődnek, amelyek egészen a 20. század véres történelméig előremutatnak. Pál 1555-ben adta ki Cum nimis absurdum kezdetű bulláját, amelyben megalapította a római gettót, sőt a világtörténelemben az egyik első gettót. A zsidókat erővel a város egyik kijelölt szegletébe költöztették, amelyet éjszakánként lezártak. A pápa megkülönböztető jelzéseket is előírt a zsidók számára, a férfiaknak sárga kalapot, míg a nőknek sárga sálat vagy kendőt kellett viselniük. A rémes rendeletek nemcsak Rómára vonatkoztak, hanem lassan elterjedtek Itália egész területén. A zsidók gettóba gyűjtése pedig Pál halála után is fennmaradt.
Jellemző volt Pál reformjaira, hogy azok rendeletekben és pápai szabályzatokban jelentek meg. A pápa tulajdonképpen minden megvitatást elvetett, és utasításokkal akarta helyes útra terelni az egyházat és az embereket. Az egyetemes zsinat újbóli összehívását ezen az alapon hevesen ellenezte. 1559-ben kiadta Cum ex apostolatus officio kezdetű rendeletét, amelyben szabályban erősítette meg, hogy nem katolikusok vagy eretnekek soha nem tölthetnek be semmilyen egyházi funkciót, különös tekintettel az egyházfői hivatalra.
Pál alapította meg az Index Librorum Prohibitorum intézményét is, amely a tiltott könyvek listáját jelentette. Ennek székhelyét Velencébe tette, és legfőbb feladatát a protestáns irományok és a nemzeti nyelvre fordított bibliák megsemmisítésében és kiadásának betiltásában határozta meg.
Pál ötéves pontifikátusa minden szempontból mély csalódást okozott. A reformok nemcsak visszafordultak ezen évek alatt, hanem még a gondolatuktól is irtózat fogta el a bíborosokat. De nemcsak az egyház könnyebbült meg, amikor Pál 1559. augusztus 18-án meghalt, hanem a római nép is. Az inkvizíció terrorja alatt elnyomott és megfélemlített városlakók a pápa halálának hírére megostromolták az Inkvizíció épületét, és pillanatok alatt lángba borították a gyűlölt intézményt. Az egyházfő ellen akkora ellenszenvet éreztek a rómaiak, hogy másnap titokban temették el a Szent Péter-bazilika altemplomában. Később földi maradványait a Santa Maria sopra Minerva-templomba szállították át.

## Művei
- Documenta Catholica Omnia (latin nyelven). Cooperatorum Veritatis Societas. (Hozzáférés: 2011. december 6.)